# Røa Dynamite Girls
A Røa Idrettslags kvinnefotballag, vagy Røa Dynamite Girls női labdarúgó csapatát 1993-ban hozták létre Oslóban. Norvégia első osztályú bajnokságában, a Toppserienben szerepel.

## Klubtörténet

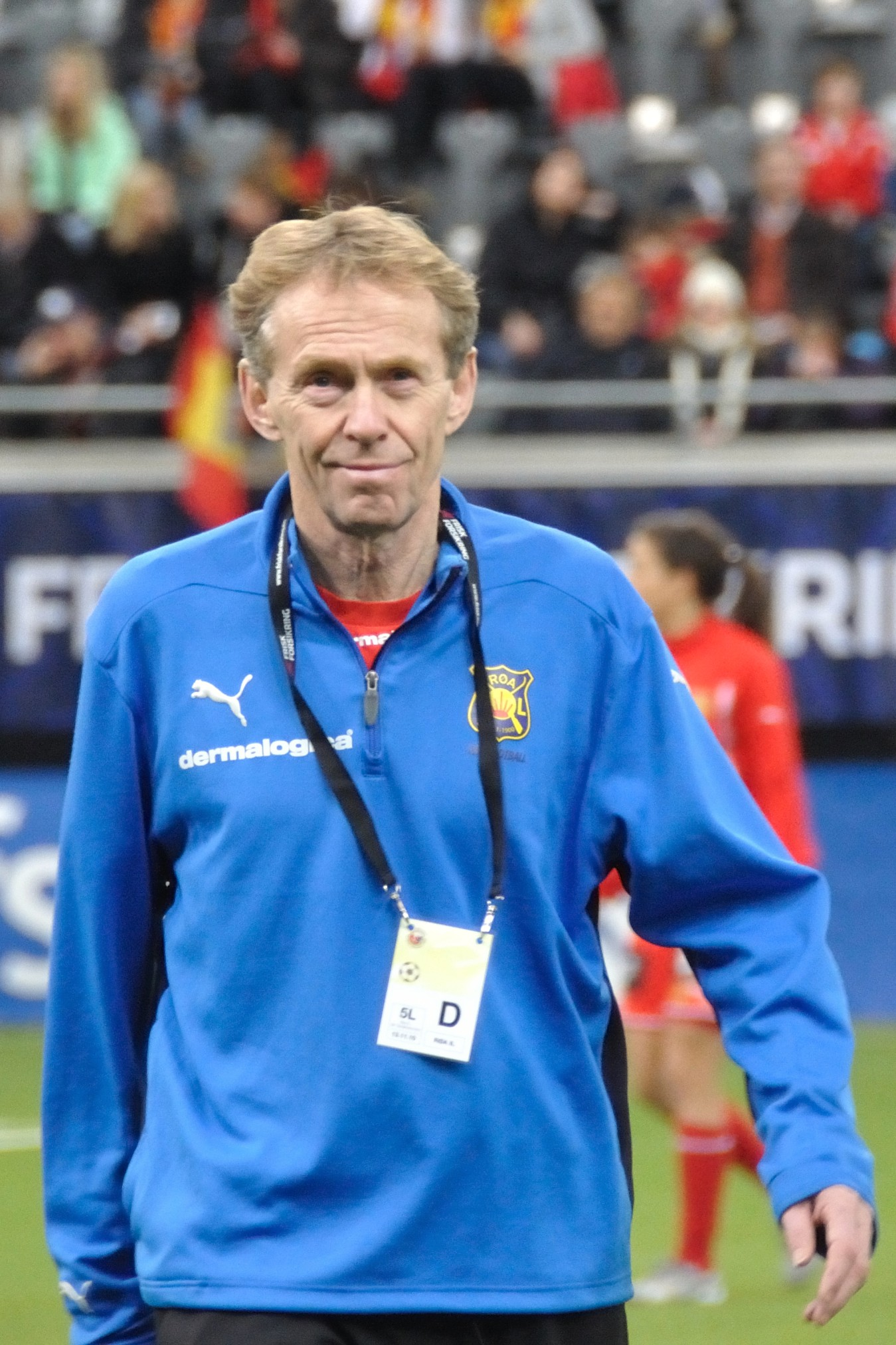
Ole-Bjørn Edner a klub legendás edzője.

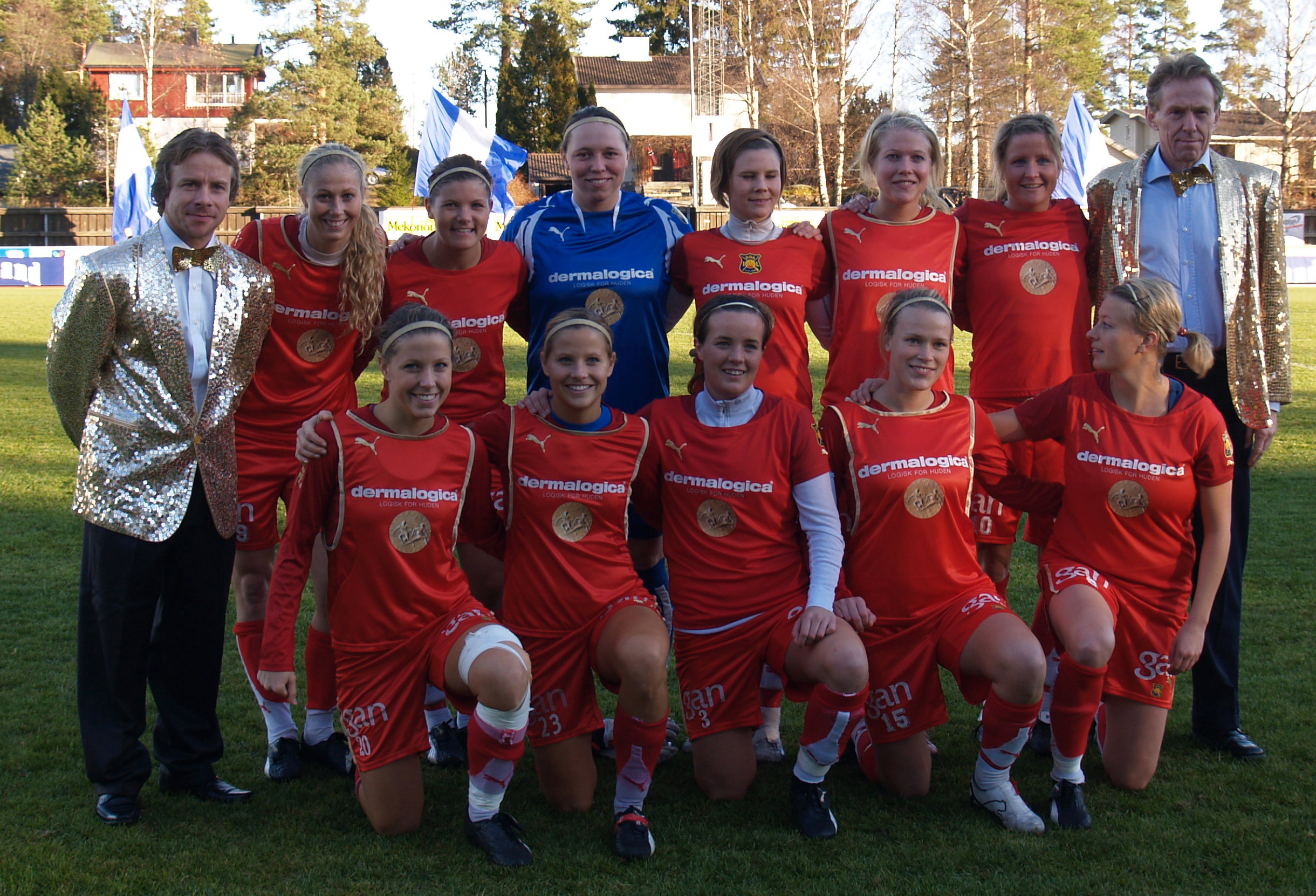
A 2007-es Toppserien bajnokcsapata.
Felső sor, balról: Marit Fiane Christensen, Siri Nordby, Caroline Knutsen, Trine Nordgård Stensaas, Marthe Braavold Johansen, Karin Bredland.
Alsó sor, balról: Guro Knutsen Mienna, Marie Knutsen, Elisabeth Wahlin, Hedda Strand Gardsjord, Mone Gjesteby.

Az 1900-ban alapított Røa Idrettslags sportklub Ole-Bjørn Edner közreműködésével, 1984-ben 10–12-éves korosztály részére szervezett edzéseket.
1993-ban léptek fel a norvég női labdarúgás színpadán, amikor az ötödik vonalban kezdték meg működésüket. Első mérkőzésükön 2–2-es döntetlen értek el, majd egymást követően 10 győzelmet arattak. Kristine Edner 18 gólt szerzett, a bajnokság végén pedig a második helyet sikerült abszolválniuk és az osztályozót megnyerve a negyedik vonalban találták magukat.
A csapat kiegyensúlyozott teljesítményeket produkálva évről-évre jutott feljebb a norvég ligában és 2000-ben a másodosztály kvalifikációs szakaszát megnyerve jutottak az első osztályba.
Bemutatkozó szezonjukban 12 pontot gyűjtve a 7. helyen végeztek. A következő két évadban már rutinosabb csapatként maradtak le csak néhány ponttal a dobogóról.
2004-ben a Trondheims-Ørnt megelőzve szerezték meg a klub történetének első bajnoki címét, amelyet egy kupagyőzelemmel egészítettek ki. Egy bajnoki triplával és két kupasikerrel 2007 és 2009 között egyértelműen az ország legjobb női csapatává váltak. A Stabæknek sikerült a Dinamitokat leszorítani a trónról 2010-ben, de 2011-ben sikerült újra a bajnokság élén végezniük.
2012 óta a gárda a biztos középmezőny tagjaként egy bronzérmet szerzett a 2015-ös idényben és három kupadöntőn maradtak alul a Stabæk illetve a Lillestrøm SK ellen.

## Eredmények
- Norvég bajnok (5): 2004, 2007, 2008, 2009, 2011
- Norvég kupadöntős (5): 2004, 2006, 2008, 2009, 2010

## Játékoskeret
2020. április 25-től
| #  |     | Poszt | Név                                 |
| -- | --- | ----- | ----------------------------------- |
| 1  | NOR | K     | Kirvil Odden Sundsfjord             |
| 12 | NOR | K     | Linn-Mari Nilsen                    |
| 2  | NOR | V     | Frida Berg Lysholen                 |
| 3  | NOR | V     | Sarah Alexandra Lilleberg Suphellen |
| 4  | NOR | V     | Synne Masdal                        |
| 5  | NOR | V     | Kamilla Aabel                       |
| 7  | NOR | V     | Maria Hiim                          |
| 23 | NOR | V     | Katrine Winnem Jørgensen            |
| 10 | NOR | KP    | Lynn Huseby                         |
| 14 | NOR | KP    | Ragne Hagen Svastuen                |
| 18 | NOR | KP    | Julia Arnesen                       |

| #  |     | Poszt | Név                    |
| -- | --- | ----- | ---------------------- |
| 19 | NOR | KP    | Frida Dybvig Haugen    |
| 20 | NOR | KP    | Vilde Gullhaug Birkeli |
| 24 | NOR | KP    | Marita Holmen Iversen  |
| 8  | NOR | CS    | Ingrid Kvernvolden     |
| 11 | USA | CS    | Hanna Terry            |
| 21 | NOR | CS    | Vilde Fjelldal         |
| 22 | NOR | CS    | Tuva Leschbrandt Espås |
| 26 | NOR | CS    | Rebecka Wanvik Holum   |
| 29 | NOR | CS    | Birgitte Bjørlykhaug   |
| 30 | NOR | CS    | Anya De Courcy         |

## A klub híres játékosai
| - Elin Biermann Austad - Karin Bredland - Kristine Edner Wæhler - Marit Fiane Christensen - Hedda Strand Gardsjord - Emilie Haavi - Sarah Huffmann - Camilla Huse - Marthe Braavold Johansen - Caroline Knutsen - Guro Knutsen Mienna | - Marie Knutsen - Marte Kviberg - Lise Meistad - Thea Moen - Lene Mykjåland - Beate Myrvold - Siri Nordby - Becky Sauerbrunn - Elise Thorsnes - Elisabeth Wahlin |